# Clemente Promontorio
Clemente di Promontorio (Genova, 1340 – Genova, 1415) fu il 16º doge della Repubblica di Genova.

## Biografia

Stemma nobiliare dei Promontorio

Nacque a Genova intorno al 1340 da una famiglia le cui origini sarebbero da ricercare nella val Polcevera. Benestante, forse impiegato nei commerci, venne scelto in giovane età come uno dei membri del Consiglio degli anziani.
La sua nomina avvenne in un periodo di caos istituzionale che vide in pochi giorni l'alternarsi di dogi nell'estate del 1393. Il 15 luglio 1393 Pietro Fregoso costrinse all'abdicazione il predecessore Antonio Montaldo e venne nominato doge (o si autonominò come descritto in altri testi storici). La carica durò solamente poche ore poiché lo stesso Fregoso cedette il potere, con la forza, a Clemente Promontorio che assunse la carica il giorno stesso ma che a sua volta il giorno seguente dovette rinunciarvi in seguito a un compromesso tra le parti nobiliari e popolari che portò alla massima carica della repubblica Francesco Giustiniani Garibaldo, considerato più moderato e ben voluto da tutte le fazioni.
Clemente Promontorio, conclusa questa breve esperienza dogale, tornò alla gestione dei suoi traffici e attività commerciali, pur restando membro del Consiglio degli anziani. Anche con la dedizione a Carlo VI di Francia ricoprì diversi incarichi pubblici sotto i governatorati del già doge Antoniotto Adorno e del marchese Teodoro II del Monferrato.
Morì a Genova intorno al 1415 dove venne sepolto nell'antica chiesa di Santa Maria dei Servi, che sorgeva nel rione di via Madre di Dio.